# Jan Stefan Witek
Jan Stefan Witek (ur. 29 października 1942 w Borzęcinie Dolnym, zm. 21 lipca 1981) – polski duchowny katolicki, teolog.

## Życiorys
Był synem Michała i Małgorzaty z Krawczyków. Uczęszczał do Małego Seminarium w Tarnowie, po maturze w 1960 kontynuował naukę w tarnowskim Instytucie Teologicznym. Studia seminaryjne musiał przerwać na dwa lata w związku ze służbą wojskową. Święcenia kapłańskie przyjął 4 czerwca 1967 w Tarnowie.
Pełnił posługę duszpasterską jako wikariusz kolejno w Ciężkowicach (1967–1969) i Nowym Sączu (1969–1972, parafia św. Małgorzaty). W latach 1972–1974 uzupełniał studia w Akademickim Studium Teologii Katolickiej przy Warszawskim Seminarium Metropolitalnym św. Jana Chrzciciela i w Sekcji Teologii Życia Wewnętrznego uzyskał w czerwcu 1974 stopień licencjata. Podstawą nadania stopnia była rozprawa Życie i sylwetka duchowa majora Henryka Sucharskiego (1898–1946), przygotowana pod kierunkiem ks. prof. Eugeniusza Werona SAC. Kilkanaście lat po śmierci autora tekst pracy licencjackiej ukazał się drukiem w redagowanej przez biskupa Bohdana Bejzego serii wydawniczej Chrześcijanie (tom XIX, 1992).
W 1974 ks. Jan Witek powrócił do pracy duszpasterskiej. Był wikariuszem parafii tarnowskich: katedralnej (1974–1976) oraz św. Maksymiliana Kolbego (1976–1980), a od czerwca 1980 parafii w Szczawnicy. Po roku pracy w Szczawnicy 21 lipca 1981 zmarł w wyniku obrażeń odniesionych w wypadku samochodowym. Pochowany został we Florynce koło Grybowa.